# Stylochoplanidae
Famille
Les Stylochoplanidae sont une famille de vers plats marins, de la super-famille des Leptoplanoidea (sous-ordre des Acotylea, ordre des Polycladida).

## Systématique
Le nom valide complet (avec auteur) de ce taxon est Stylochoplanidae Faubel, 1983.
Stylochoplanidae a pour synonyme Emprosthopharyngidae.

## Liste des genres
Selon la base de données World Register of Marine Species (15 novembre 2023), la famille des Stylochoplanidae regroupe les genres suivants :
- genre Alloioplana Plehn, 1896
- genre Amemiyaia Kato, 1944
- genre Armatoplana Faubel, 1983
- genre Ceratoplana Bock, 1925
- genre Comoplana Faubel, 1983
- genre Digynopora Hyman, 1940
- genre Emprosthopharynx Bock, 1913
- genre Heroplana Faubel, 1983
- genre Interplana Faubel, 1983
- genre Phaenoplana Faubel, 1983
- genre Stylochoplana Stimpson, 1857
- genre Triplana Faubel, 1983

Synonymes
- le genre Microcelis Plehn, 1899 (nomen oblitum) est remplacé par Stylochoplana Stimpson, 1857
- le genre Notoplanides Marcus & Marcus, 1968 est remplacé par Stylochoplana Stimpson, 1857
- le genre Planctoplana Graff, 1892 est remplacé par Phaenoplana Faubel, 1983